# Hoa Ưu Đàm

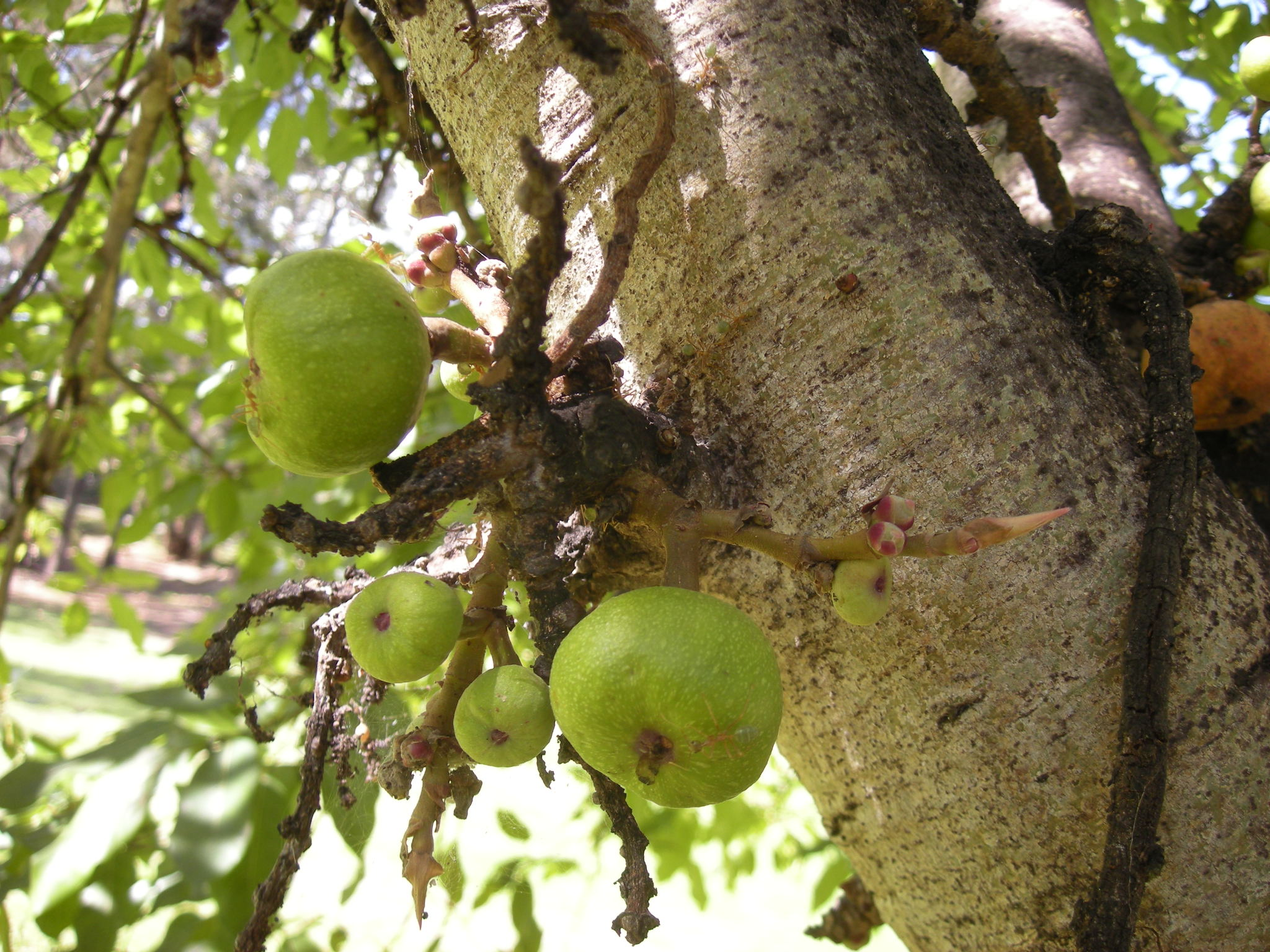
Ficus racemosa fruit

Hoa ưu đàm (tiếng Phạn: uḍumbara), theo Phật giáo đây là hoa của cây sung (Ficus racemosa). Trong kinh điển Phật giáo và Vệ Đà, đây là một loài hoa hiếm hoi và mang lại điềm lành.

## Các quan điểm
Có nhiều quan điểm khác nhau về sự tồn tại của Hoa Ưu Đàm, trong đó 2 quan niệm của Phật giáo và Pháp luân công được biết đến nhiều nhất.

### Trong kinh văn Phật giáo
Cả cây, hoa và quả của sung đều được gọi là udumbara (tiếng Phạn, tiếng Pali; tiếng Devanagari: उडुम्बर tức hoa đàm hay ưu đàm hoa) trong Phật giáo. Udumbara cũng có thể dùng để chỉ hoa Ni la ưu đàm bát la (Nila udumbara). Hoa ưu đàm xuất hiện trong các chương 2 và 27 của Diệu pháp liên hoa kinh, một trong những bộ kinh Đại thừa quan trọng nhất. Từ trong tiếng Nhật udonge (優曇華, ưu đàm hoa) được thiền sư Đạo Nguyên Hi Huyền (1200-1253) sử dụng để nói tới hoa của cây ưu đàm hoa trong chương 68 của Chính pháp nhãn tạng (正法眼藏, shōbōgenzō). Đạo Nguyên đặt khung cảnh của hoa ưu đàm trong hoa thuyết pháp được Thích-ca Mâu-ni đặt trên đỉnh Linh Thứu.
Kinh Phật có ghi chép Thế Tôn Konagamana (Phật Câu Na Hàm Mâu Ni) bậc A-la-hán, Chánh Đẳng Giác, giác ngộ dưới gốc cây Sung (udumbara). Ví như cây bồ-đề, cây bàng, cây sanh (pilakka), cây sung (udumbara)...; những cây lớn này, này các Tỳ-kheo, sanh từ hạt giống nhỏ, có thân cây lớn, lớn lên bao trùm các cây khác. Ví như, một người đem củi khô từ cây saka lại và nhen lửa, lửa sẽ xuất hiện. Và một người khác đem cây củi khô từ cây sala lại và nhen lửa, lửa sẽ xuất hiện. Rồi một người khác đem cây củi khô từ cây sung (umdumbara) lại và nhen lửa, lửa sẽ xuất hiện.

#### Sách Huệ Lâm Âm Nghĩa
Theo sách Huệ Lâm Âm Nghĩa ghi, "Ưu Đàm Bà La" trong tiếng Phạn, có nghĩa là "một loài hoa mang đến điềm lành từ Thiên đàng." Quyển 8 Kinh "Huệ Lâm Nghĩa" của nhà Phật viết: "Hoa Ưu Đàm do điềm lành linh dị sinh ra; đây là một loài hoa của Trời, trên thế gian không có. Nếu một đấng Như Lai hoặc Chuyển Luân Thánh Vương hạ xuống thế gian con người, loài hoa này sẽ xuất hiện nhờ đại ân và đại đức của Ngài."
Các bản dịch của Kinh tập sang tiếng Anh dịch udumbara (hay udumbaresu/udumbaro) trong tiếng Pali thành fig tree.

#### Kinh Vô Lượng Thọ
Kinh Phật "Vô Lượng Thọ", đã ghi chép rằng loài hoa Ưu Đàm rất hiếm khi xuất hiện. Nguyên văn:
Này A Nan! Như Lai vì lòng đại bi vô tận thương xót ba cõi nên xuất hiện ở đời, tuyên dương giáo pháp là muốn cứu bạt quần manh, đem lợi ích chân thật, khó gặp khó thấy, như hoa ưu đàm hiếm khi xuất hiện, lời hỏi hôm nay của ông lợi ích rất lớn.

#### Kinh Pháp Hoa
Hoa Ưu Đàm cũng được nhắc đến trong kinh Pháp Hoa, còn gọi là Diệu Pháp Liên Hoa kinh (trong tiếng Phạn- Saddharma Puṇḍarīka Sūtra), là một trong những bộ kinh Đại thừa quan trọng nhất, được lưu hành rộng rãi ở một số quốc gia châu Á như Hàn Quốc, Nhật Bản,Trung Quốc, Tây Tạng... Kinh Pháp Hoa được biết đến như quyển kinh sách lưu giữ những lời giảng pháp của Đức Phật Thích Ca Mâu Ni giảng vào lúc cuối đời. Trích đoạn trong Kinh Pháp Hoa nói về hoa Ưu Đàm:
Như hoa ưu đàm
ai cũng ưa thích,
đến như chư thiên
cũng thấy hiếm có,
vì lẽ thỉnh thoảng
mới trổ một lần.

#### Kinh Đại Bát Niết bàn
Đại Bát Niết Bàn là tên bộ Kinh do Phật Thích Ca thuyết trước khi Ngài Niết Bàn. Có hai bản Kinh Niết Bàn của Phật giáo Nam Tông và Phật giáo Bắc Tông. Kinh Đại Bát Niết bàn là những lời giảng Pháp sau cùng của Đức Phật Thích Ca Mâu Ni, trước khi Ngài Niết Bàn.
"Nầy đại chúng ! Phật ra đời rất khó gặp khó thấy như hoa Ưu Đàm" 
Như vậy trong các kinh sách phật giáo ở trên (kinh Vô Lượng Thọ, kinh Pháp Hoa, kinh Đại Bát Niết Bàn) thì không có kinh nào mô tả chi tiết hoa Ưu Đàm có hình dáng, kích thước, màu sắc như thế nào. Thông tin duy nhất là một loài hoa rất ít khi nở.

### Trong trang web của Pháp Luân Công
Năm 1997 người ta phát hiện loại sinh vật lạ mọc trước mặt pho tượng Phật tại Hàn Quốc, sau đó người ta cũng phát hiện loại sinh vật này tại Trung Quốc, Đài Loan, Hồng Kông, Hàn Quốc, Malaysia, Singapore, Australia, Pháp, Mỹ...Còn tại Việt Nam sinh vật lạ được phát hiện tại các tỉnh Đà Nẵng, Vũng Tàu, Quảng Nam, Phú Yên, Hải Phòng, Nha Trang, Thái Nguyên, Nam Định, Hà Tiên (Kiên Giang)...Loài sinh vật này được cho là hoa Ưu Đàm.
Một số chuyên gia nghĩ rằng người ta đã nhầm trứng của một loài côn trùng cánh gân thuộc chi Chrysopa trong họ Chrysopidae tên là Lacewings thành hoa Ưu Đàm. Ấu trùng của con lacewing được gọi là Aphid Lions. Khi đẻ trứng, con cái tiết ra một chất keo dính và nâng bụng của nó lên để tạo thành một cuống mỏng. Các trứng màu trắng được đẻ vào cuống mỏng này để giữ cho các ấu trùng không ăn thịt lẫn nhau sau khi nở. Loại hoa được cho là Ưu Đàm cũng có kích thước tương tự như trứng lacewing và cũng nằm trên một cuống mỏng. Tại Việt Nam, loài sinh vật kỳ lạ này được một số nhà khoa học cho rằng thuộc loại nấm, nhưng chưa thể khẳng định chắc chắn vì địa điểm xuất hiện của nó khá kỳ lạ, cần nghiên cứu thêm.
Các trang web của Pháp Luân Công quảng bá mạnh về Hoa Ưu Đàm trên các phương tiện truyền thông của mình, do vậy đã có 2.980.000 kết quả cho từ khóa Hoa Ưu Đàm.
Trong khi những bằng chứng khoa học mà tổ chức Pháp Luân Công đưa ra để khẳng định sinh vật lạ là Hoa Ưu Đàm chỉ là soi trên kính hiển vi, chưa có phân tích thành phần sinh học, hóa học. Sinh vật nhỏ li ty được cho là Hoa Ưu Đàm mà tổ chức này đưa ra khác về lý thuyết so với kinh văn của Phật giáo là quả sung, tuy nhiên các trang web của Pháp Luân Công đã tạo ra hàng nghìn bài viết. Căn cứ mà Pháp Luân Công đưa vào là dựa theo kinh văn Phật giáo để nói sinh vật nhỏ li ti là hoa Ưu Đàm . Mục đích của việc này nhằm tạo chứng cứ giả để suy tôn Lý Hồng Chí lên làm Phật .
Các hình ảnh mà các trang web của Pháp Luân Công cho là hoa Ưu Đàm ban đầu có hình chuông hoa đơn (một bông một cuống)